# NGC 4181
NGC 4181 је елиптична галаксија у сазвежђу Велики медвед која се налази на NGC листи објеката дубоког неба.
Деклинација објекта је + 52° 54' 14" а ректасцензија 12h 12m 48,9s. Привидна величина (магнитуда) објекта NGC 4181 износи 14,0 а фотографска магнитуда 15,0. NGC 4181 је још познат и под ознакама MCG 9-20-111, CGCG 269-41, NPM1G +53.0123, PGC 38938.